# Palazzo Salis

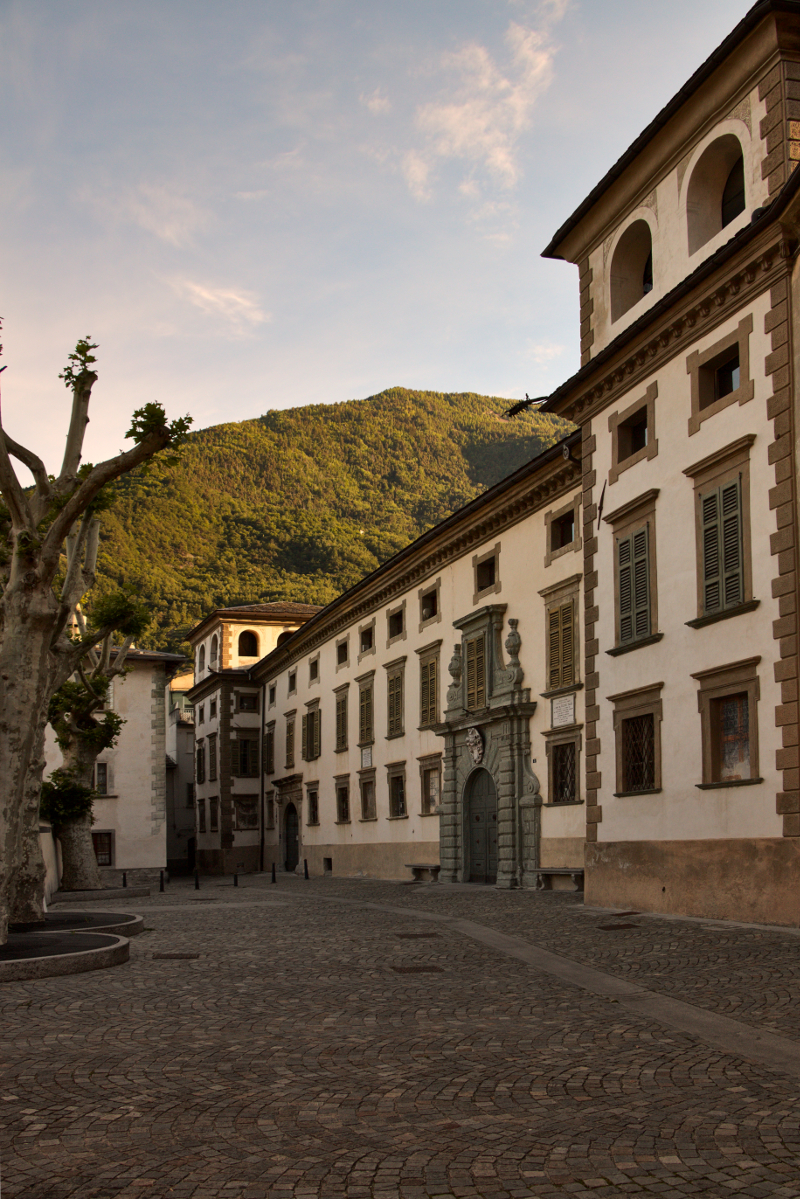
Hauptfassade und Piazza Salis

Der Palazzo Salis befindet sich im Zentrum der historischen Altstadt von Tirano, einer Stadt im Veltlin, Teil der Region Lombardei (Provinz Sondrio), und wurde vom Familienzweig von Salis-Zizers der bedeutenden Graubündner Familie von Salis, während der zweiten Hälfte des 17. Jahrhunderts errichtet. Der Bau zählt zu den größten und bedeutendsten Palazzi im gesamten Veltlin und wird heute als Museo PalazzoSalis.Tirano geführt.

## Familie von Salis und Salis-Zizers
Der Familienname der Salis leitet sich von der lateinischen Bezeichnung für den Weidenbaum (lat. salix) her. Dies spiegelt sich auch in der heraldischen Darstellung des Familienwappens wider. Im Wappenschild wird auf goldenem Grund ein grüner, entwurzelter Weidenbaum abgebildet.
Der Ursprung der Familie Salis ist in der Region des Comer Sees zu suchen (Sala Comacina und Campo). Vermutlich aufgrund der Nachwirkungen der Auseinandersetzungen zwischen dem expandierenden Mailand und der Stadtkommune Como im 12. Jahrhundert zogen viele Adels-Familien nördlich des Comer Sees, darunter auch die Familie Salis. Diese ließ sich folglich zwischen Chiavenna und dem Bergell in dem verkehrs- und handelsstrategisch günstig gelegenen Dorf Soglio nieder. Der erste aus Dokumenten belegte Vertreter des Adelsgeschlechts Salis in Soglio war Rudolf Salis, der im Jahr 1300 verstorben ist. Von Soglio ausgehend konnten sie ihren Einfluss stetig auf das gesamte Bergell erweitern. Im Rahmen der Formierung des Gotteshausbundes erweiterten die Salis ihren wirtschaftlichen und politischen Einfluss auch hier. Nach dem Zusammenschluss zum Freistaat der Drei Bünde verzweigten sie sich schließlich im 15. und vor allem im 16. Jahrhundert zunehmend auch innerhalb der Grenzen des Zehngerichtebundes sowie des Grauen Bundes. Der Weg des Familienzweiges in Tirano führte von Soglio um das Jahr 1550 nach Malans, 1614 nach Zizers, und schließlich nach 1637 weiter nach Tirano. Mitglieder der Familie Salis stellten im Laufe der Herrschaft der Bündner im Veltlin vor allem im 17. und 18. Jahrhundert eine sehr große Anzahl an Amtsträgern in der Bündner Talverwaltung.

## Baugeschichte und Ausstattung

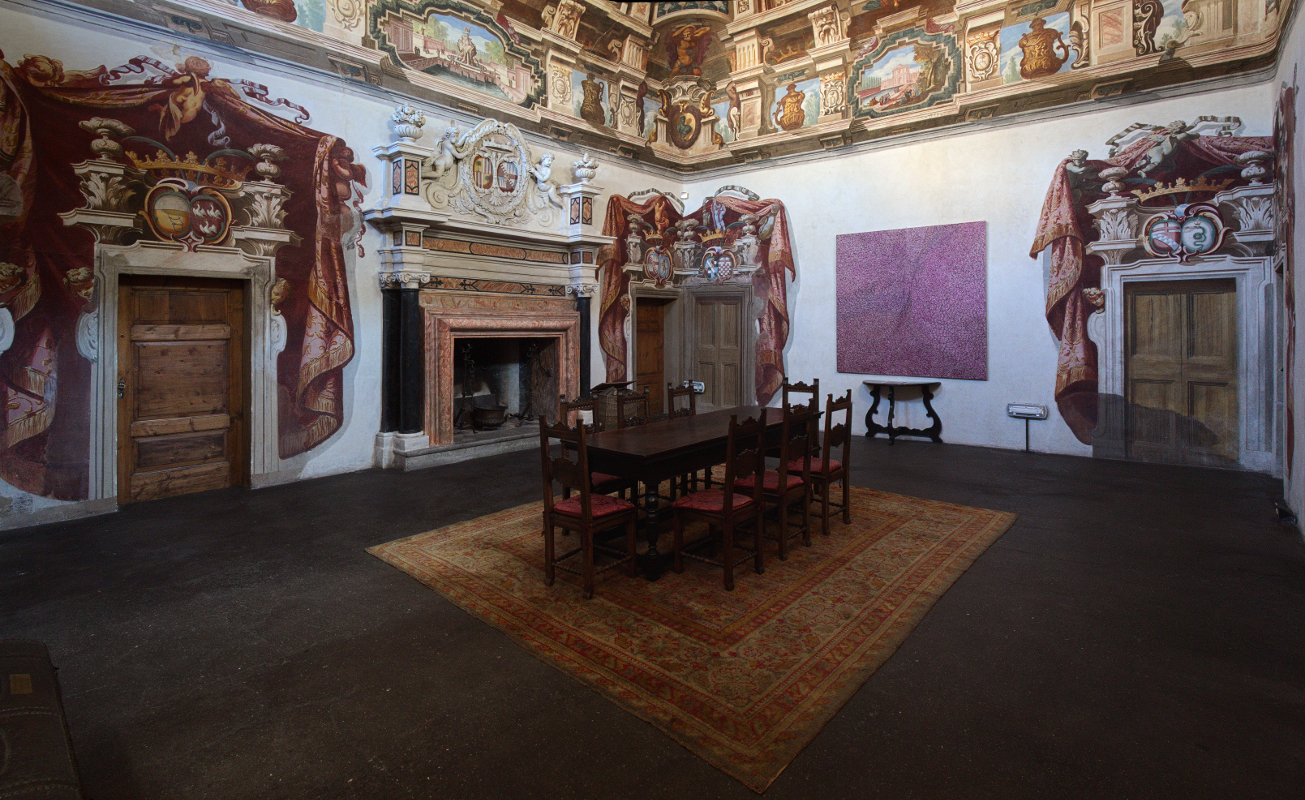
Kleiner Festsaal - Saloncello

Der Palazzo Salis befindet sich im historischen Stadtviertel Capo di Terra, gelegen im nordöstlichen Bereich der Altstadt von Tirano, die am Ende des 15. Jahrhunderts mit einer Befestigungsmauer umgeben wurde. Die Initiative zur Errichtung des Palazzo kam von Johann Salis-Zizers, der 1661 und 1665 als Stadtvogt in Tirano residierte, und 1679–1681 sogar als Talgouverneur der Bündner Herrschaft im Veltlin amtete. Um die Mitte des 17. Jahrhunderts wurden dazu vier bereits bestehende kleinere Adelssitze aus dem 16. Jahrhundert zu einem großen Bau zusammengefasst. Die Fassade des Palazzo weist eine imposante Strenge und Regelmäßigkeit auf und steht damit im Kontrast zu den mit Fresken ausgestatteten Räumen des Palazzo. Das Portal des Haupteingangstores wurde nach einem Entwurf des Architekten Giacomo Barozzi (il „Vignola“) aus dem 16. Jahrhundert gestaltet und aus dem für die Region typischen, lokalen grünlichen Grosotto-Stein ausgeführt. Das Gebäude gliedert sich im Grunde um zwei zentrale Innenhöfe, dem sogenannten corte della meridiana (Hof mit Sonnenuhr) und dem corte dei cavalli (Pferdehof).
Alle zehn Säle, die um den corte dei cavalli angeordnet sind, wurden mit teils beeindruckenden Fresken ausgemalt, die überwiegend in die Errichtungszeit des Palazzo, und somit in die 2. Hälfte des 17. Jahrhunderts datieren. Eine Ausnahme bietet dabei der Große Festsaal (salone d‘onore) des Palazzo, der nach Brandschäden im 18. Jahrhundert neu ausgemalt wurde, und ein Werk von Giovanni Antonio Cucchi und Ferdinando Crivelli darstellt.

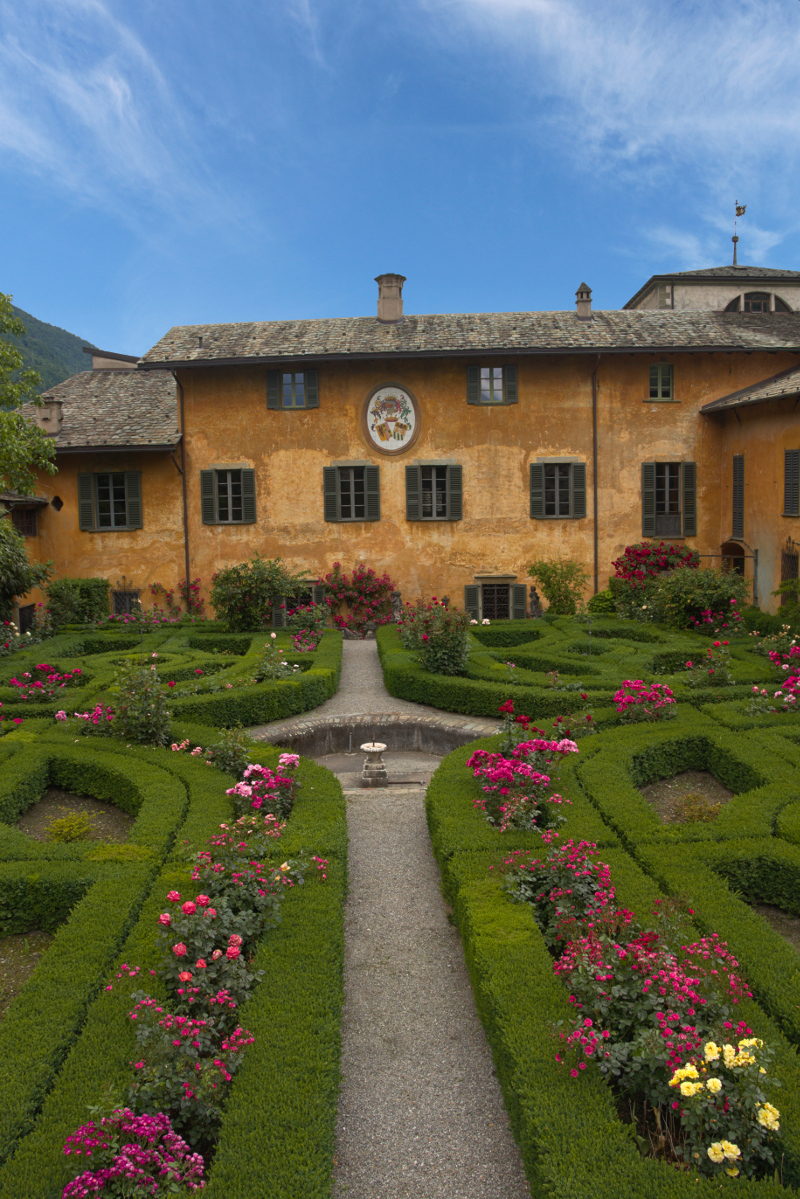
Italienischer Garten und Gartenfassade

Im kleinen Salon (Saloncello) befindet sich ein Stuckkamin, der den Raum dominiert und anlässlich der Hochzeit von Giovanni Stephano Salis mit Katharina von Wolkenstein errichtet wurde. Die zahlreichen Wappen über den Türen des Saloncello (u. a. Medici, Borromeo, Visconti) drücken den Stellenwert und die politischen Verbindungen der Familie aus. Im Zentrum der Decke schließlich findet sich Bacchus, der Gott des Weines, und weist dadurch auf die wirtschaftliche Stellung des Weines für die Familie Salis in Tirano. Die Ausgestaltung der Decke des Saloncello ist ein Beispiel für die Illusion der Räumlichkeit mittels gemalter Architektur (Trompe-l’œil), die dem Betrachter Dreidimensionalität vortäuscht.
In den Fundamenten des Palazzo befinden sich auch die historischen Weinkeller, die vermutlich im 15. oder 16. Jahrhundert gemeinsam mit den Vorgängerbauten des Palazzo Salis errichtet wurden, und von den Salis zu einem großen Keller vereint wurden.
Der Italienische Garten des Palazzo Salis ist eine Rarität im Alpenraum Norditaliens. Der aktuelle Bestand der Anlage ist das Ergebnis von diversen Bauphasen zwischen dem 17. Jahrhundert und der zweiten Hälfte des 19. Jahrhunderts. Der Garten des Palazzo Salis wird dominiert von einem Labyrinth aus immergrüner Buchsbaumhecke, das eine zentral gelegene Brunnenanlage umrandet. Die große Libanon-Zeder, die neben dem Hecken-Labyrinth das heutige Bild des Gartens im Palazzo Salis prägt, stammt etwa aus den 1830er Jahren, als einige Adaptierungen am Garten vorgenommen wurden.
Der Palazzo ist seit seiner Errichtung durchgehend im Besitz der Familie Salis-Zizers und wird seit 2007 in Teilen der Öffentlichkeit zugänglich gehalten. Als Museum PalazzoSalis.Tirano wird jener Teil des Palazzo geführt, der mit den Fresken aus dem 17./18. Jahrhundert ausgestattet ist, sowie die historische Gartenanlage an der Gebäuderückseite.

## Galerie

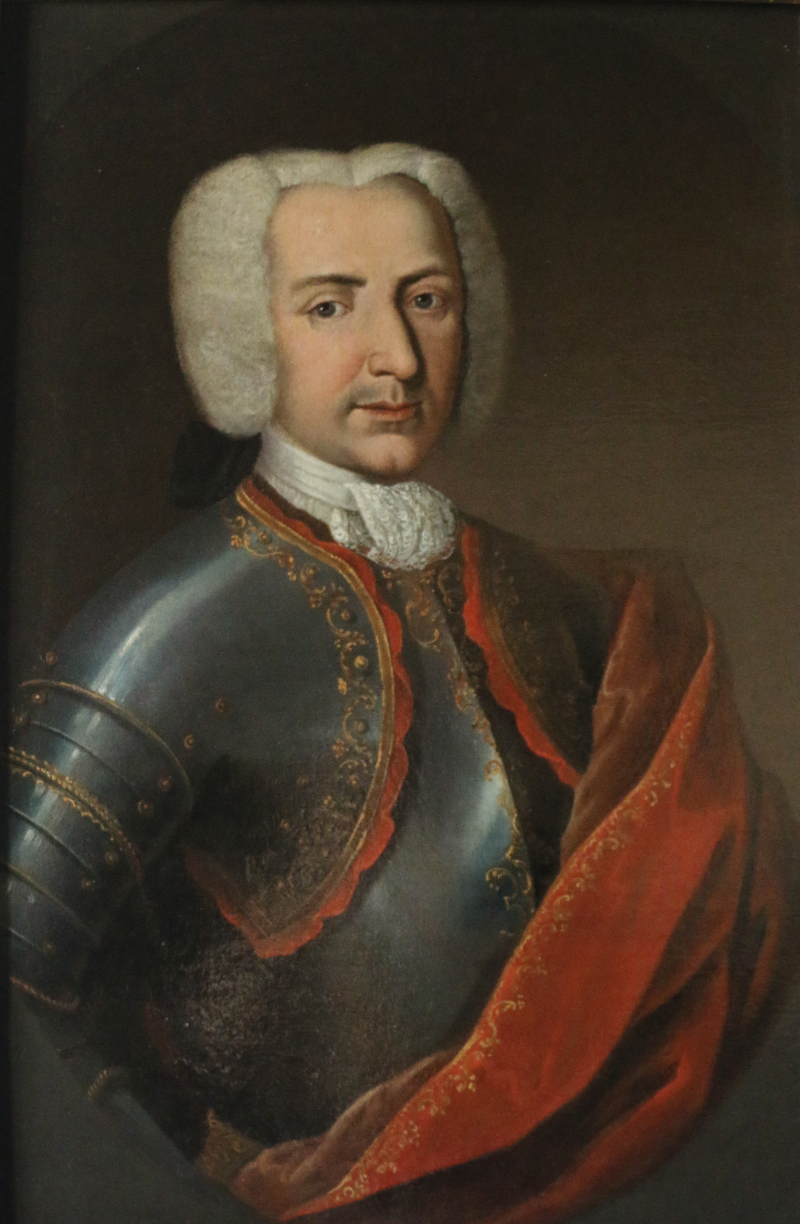
Giovanni Stefano Salis – Sohn des Johann Salis
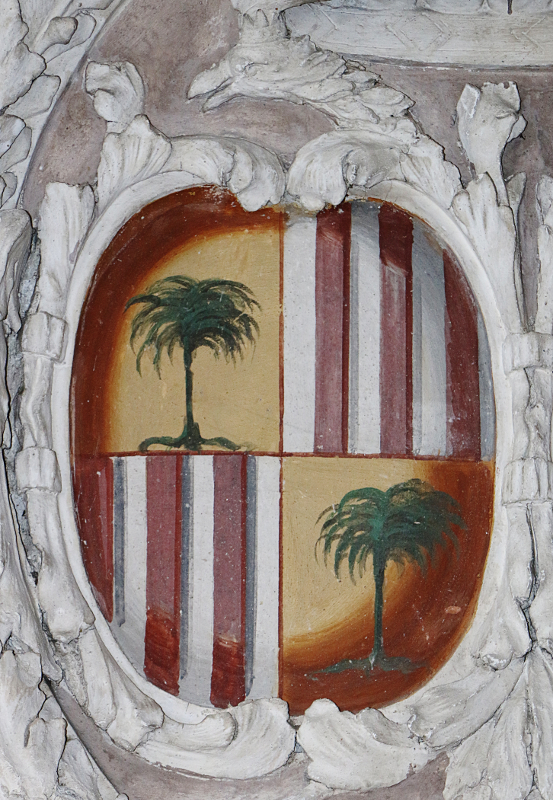
Grafen-Wappen von Salis – seit 1694
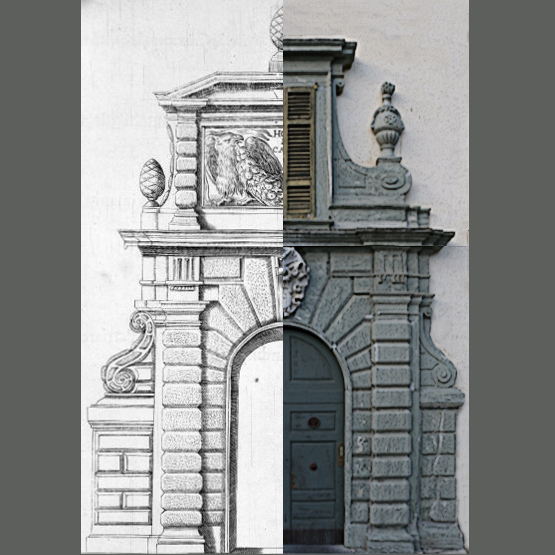
Eingangsportal – nach G. Barozzi
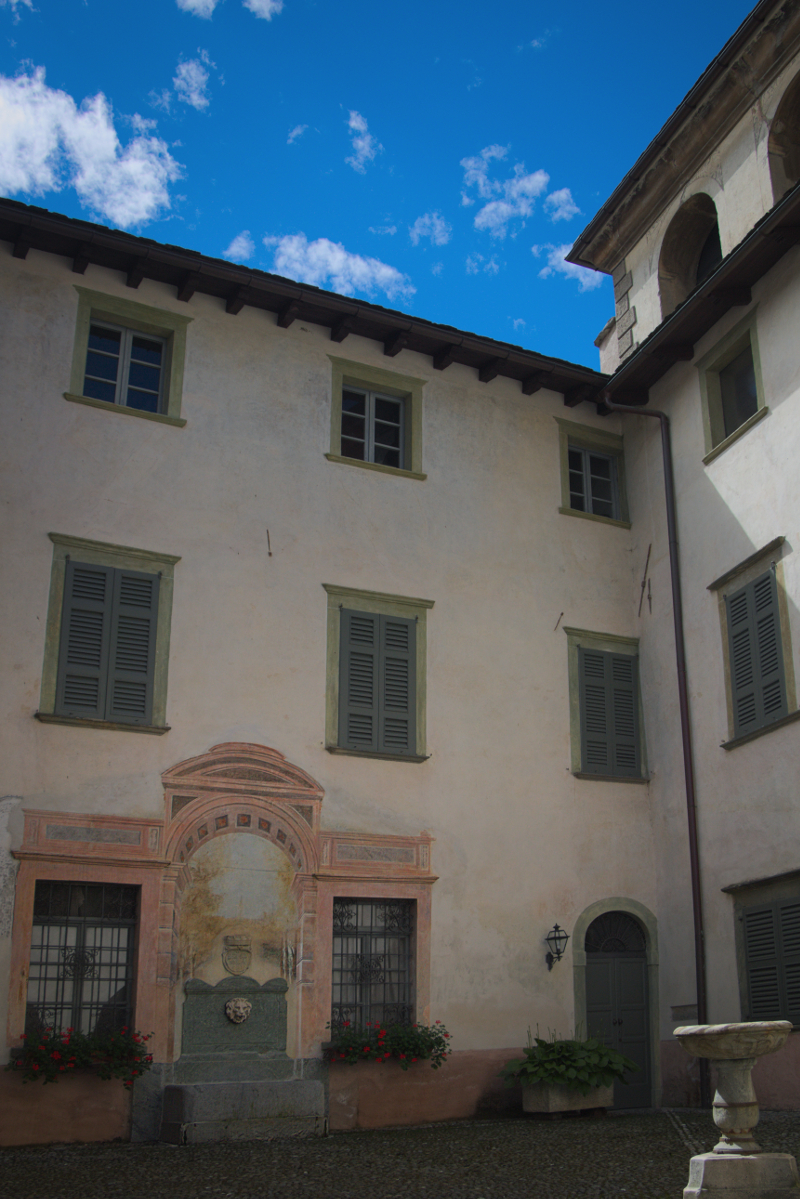
Corte della meridiana
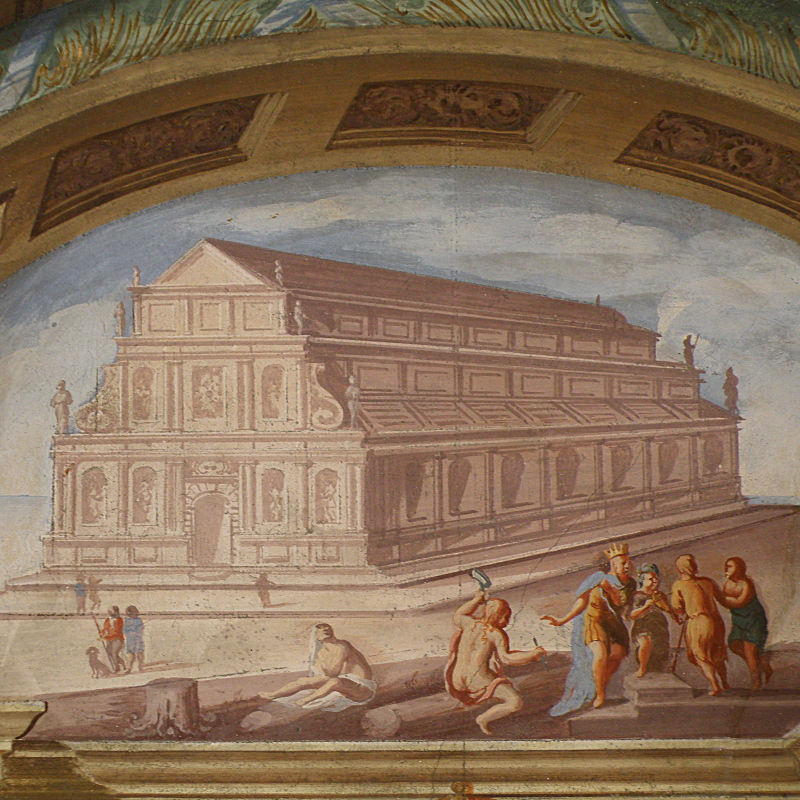
Artemistempel – Saal der Weltwunder
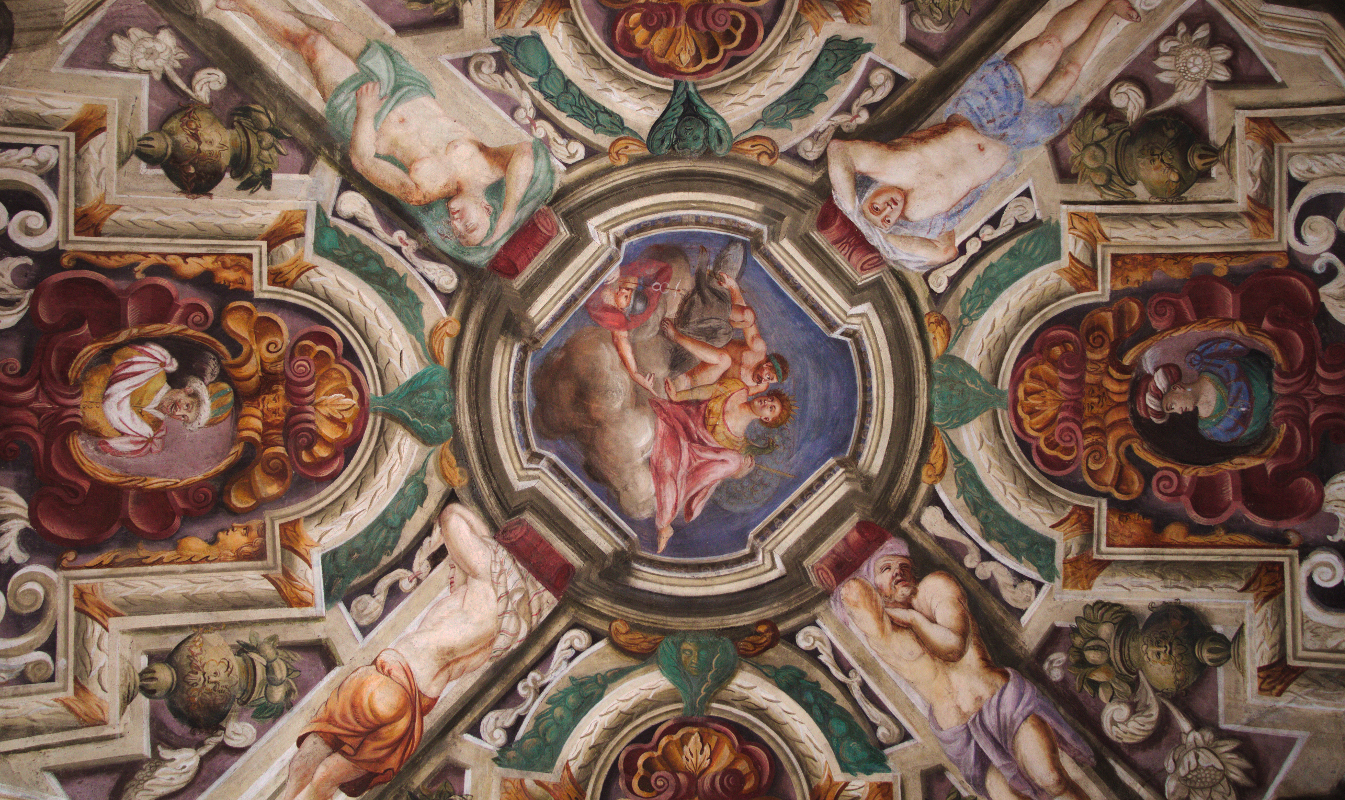
Deckenfresko im sogenannten Türkensaal
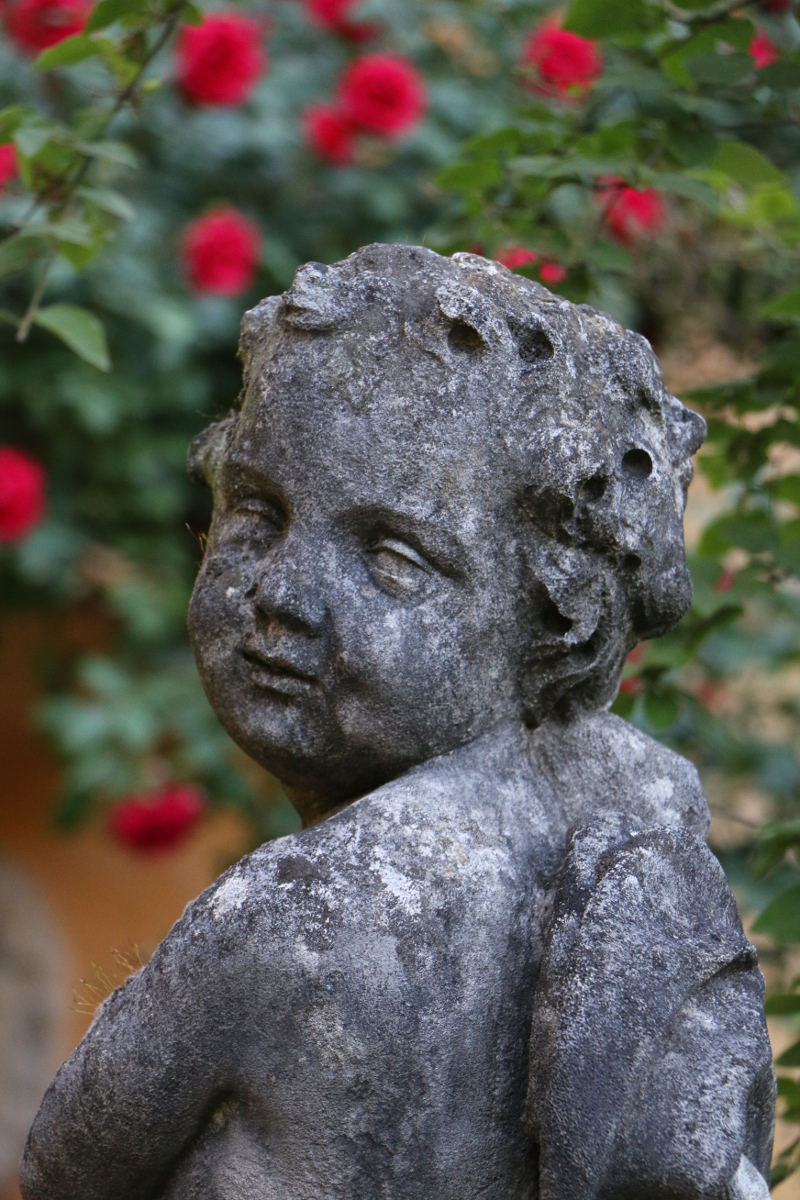
Detail Garten – Putto
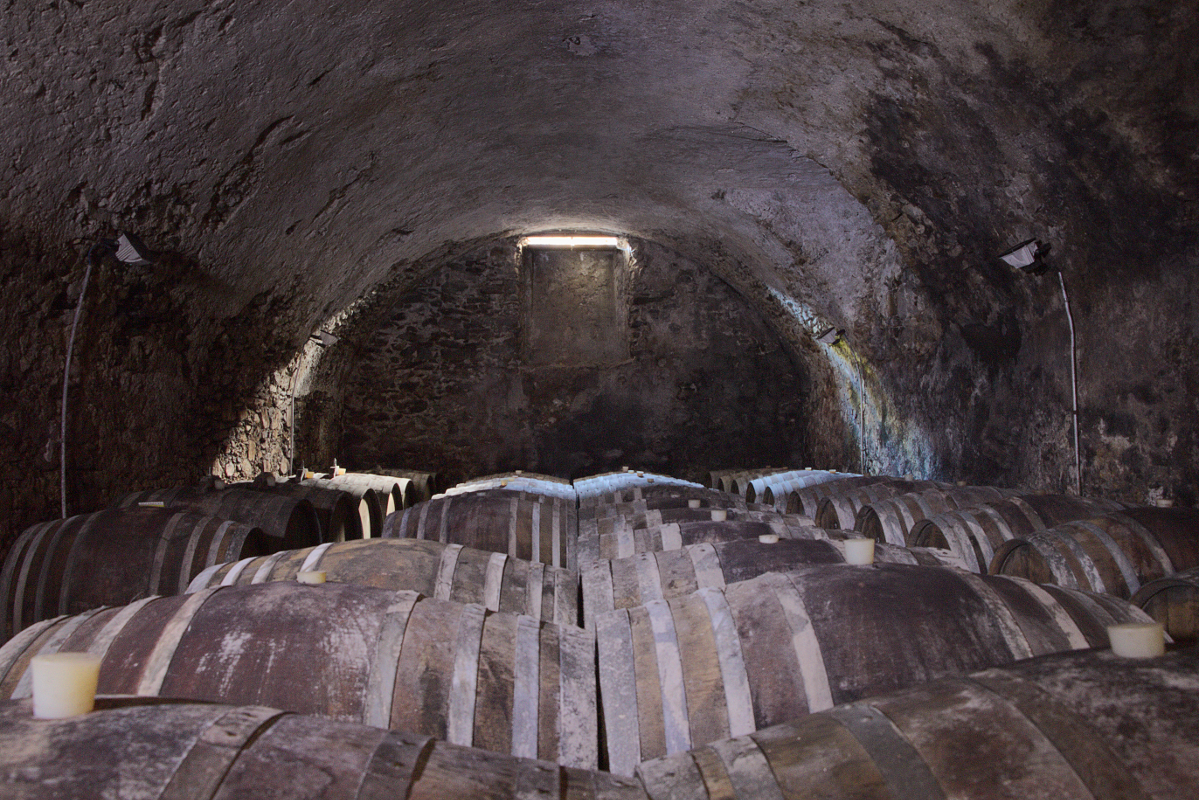
Historischer Weinkeller
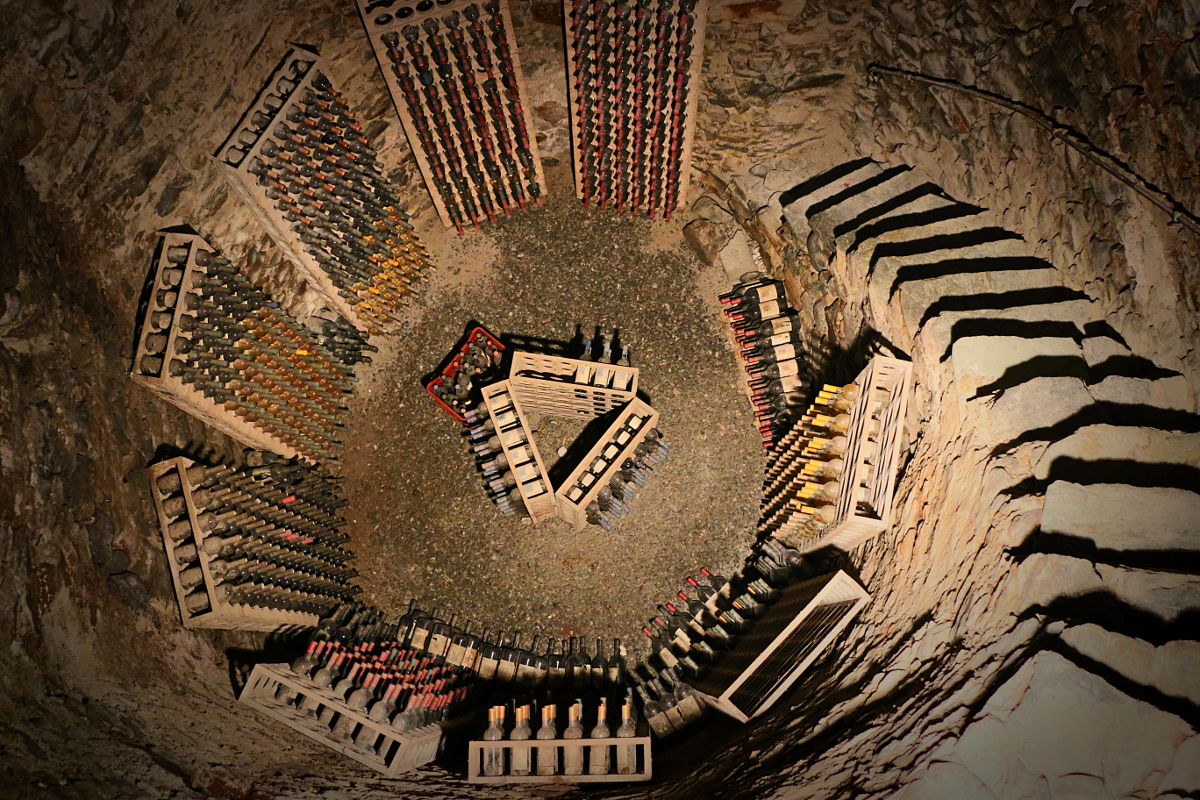
Eiskeller – ghiacciaia